# AUCTeX

AUCTeX — потужний пакет макросів для редагування TeX документів в GNU Emacs та XEmacs. Підтримується багато різних пакетів макросів TeX, серед них: AMS-TeX, LaTeX, Texinfo, ConTeXt та docTeX (файли dtx).
До складу AUCTeX входить підсистема preview-latex, яка дозволяє відображати вибрані блоки тексту безпосередньо в буфері редагування у вигляді графічних зображень.

## Можливості
Редагування
- Вставляти в текст документів виклики макросів, оточень або заголовків простим натисканням клавіш або вибором пункту з меню.
- Використання гарячих клавіш клавіатурі для вставки математичних виразів.
- Гнучке фарбування тексту в буфері, розставляння відступів в макросах та оточеннях.
- Згортання макросів та оточень під час редагування.

Компіляція
- Запускати різні інтерпретатори TeX/LaTeX та допоміжні програми (наприклад, BibTeX) із Emacs.
- Перегляд помилок компіляції, та перестрибування на місце в тексті документа, де вони виникли.

Перегляд
- Запускати програми для перегляду файлів DVI, PostScript та PDF із Emacs.
- Використовувати прямий та зворотний пошук в програмах перегляду файлів DVI.
- Генерувати WYSIWYG відображення математичних виразів, ілюстрацій та інших складних для розуміння у вихідному вигляді елементів засобами підсистеми preview-latex.

Розширення можливостей
- Підтримка макросів та оточень багатьох пакетів TeX/LaTeX шляхом використання файлів стилів.
- Легко розширюється шляхом написання власних файлів стилів.
- Багато параметрів роботи AUCTeX може налаштовуватись під власні потреби використанням системи конфігурації Emacs.